# Kout na Šumavě
Kout na Šumavě è un comune della Repubblica Ceca facente parte del distretto di Domažlice, nella regione di Plzeň.